# Łuk bloczkowy

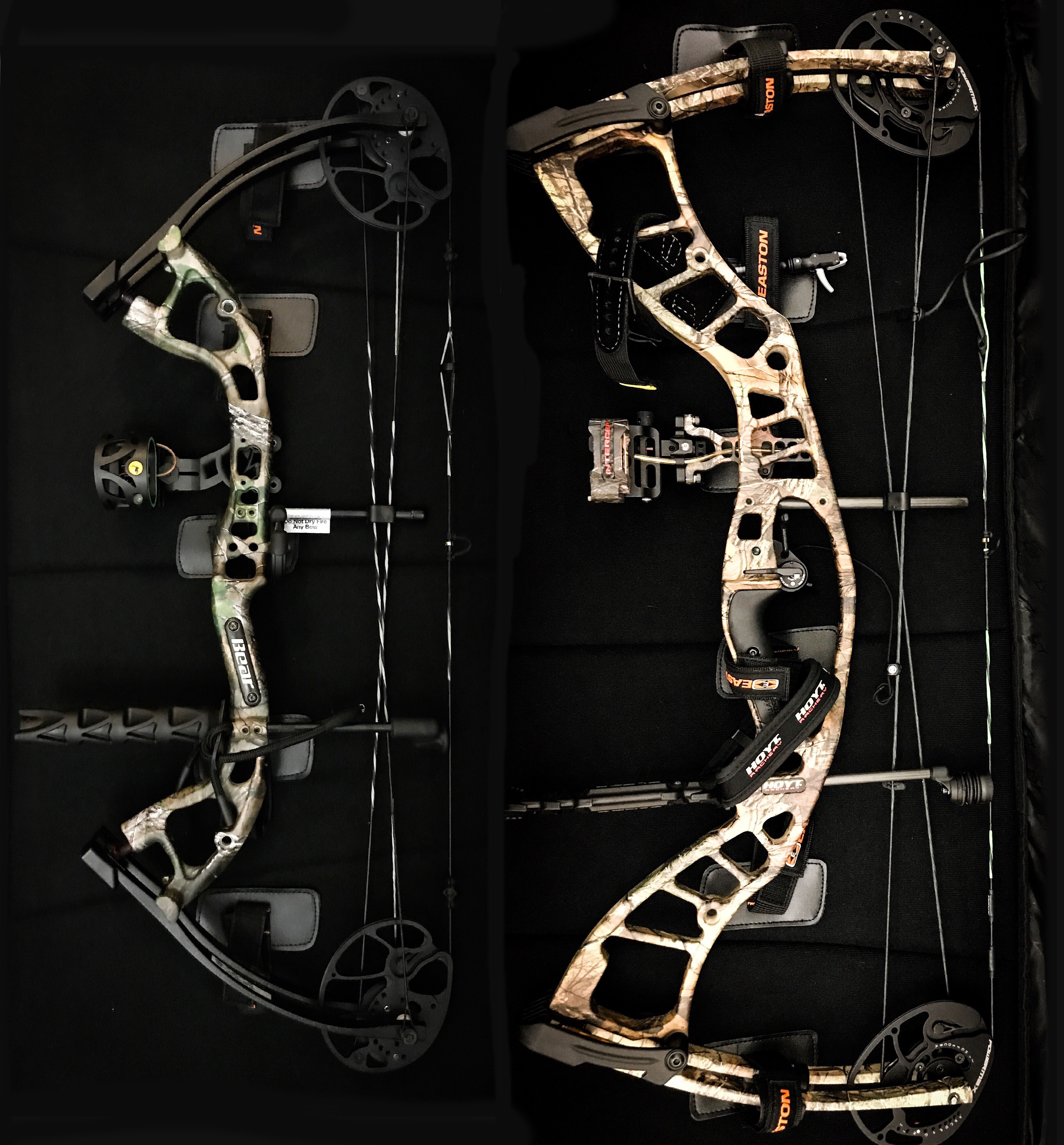
Łuki bloczkowe

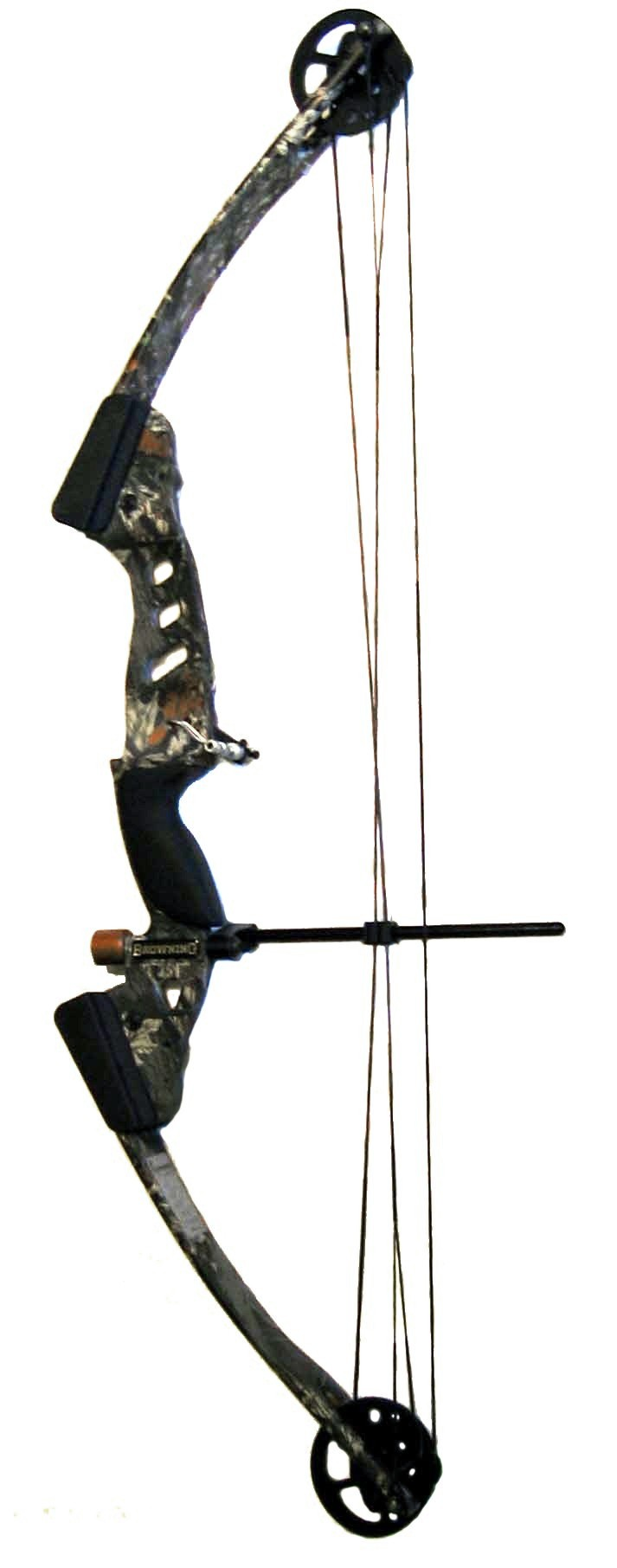
Łuk bloczkowy firmy Browning

Łuk bloczkowy – łuk, używający systemu bloczków, złożonych z odpowiednio nawiniętego kabla oraz krążków w celu wspomagania napięcia cięciwy.
Łuk bloczkowy jest zazwyczaj dużo bardziej sztywny niż łuk prosty lub walijski. Ta sztywność powoduje, że pocisk wystrzelony z łuku bloczkowego posiada większą energię w porównaniu do innych konstrukcji, lecz uniemożliwia komfortowe naciągnięcie cięciwy za pomocą siły samych ramion. Dlatego w łuku bloczkowym cięciwa jest nawinięta na krążki (bloczki), te są podłączone za pomocą kabli z przeciwległym ramieniem łęczyska. Gdy cięciwa jest naciągana, bloczki obracają się powodując naciągnięcie nawiniętych na nich kabli, które naprężają ramiona powodując zmagazynowanie energii potencjalnej.
Użycie systemu bloczków powoduje, że ten rodzaj łuku posiada charakterystyczną krzywą wykresu siła-naciąg, gdzie przy maksymalnym naciągnięciu cięciwy siła konieczna do jej utrzymania jest najmniejsza.
Łuk bloczkowy jest mało wrażliwy na zmiany temperatury i wilgotności. Charakteryzuje się dobrą celnością, powtarzalnością oraz zasięgiem w porównaniu do innych łuków. Łuk bloczkowy został po raz pierwszy skonstruowany w 1966 roku (konstruktor: Holless Wilbur Allen z Missouri). W 1969 roku przyznano patent USA na konstrukcję tego typu łuków. Łuki bloczkowe stają się coraz bardziej popularne, w wielu krajach zdominowały rynek sprzedawanych łuków.

## Konstrukcja łuku bloczkowego

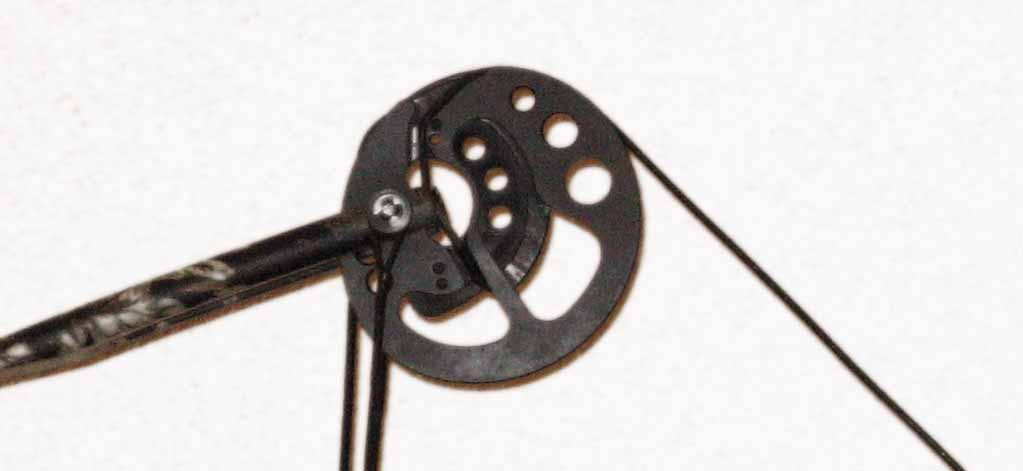
Zbliżenie na system bloczkowy łuku Browninga

Główną częścią łuku bloczkowego, która służy do mocowania innych elementów takich jak bloczki, celowniki, stabilizatory oraz kołczan jest majdan. Najczęściej do jego budowy wykorzystywane są stopy aluminium lub magnezu. Droższe konstrukcje wykorzystują stopy używane w konstrukcjach lotniczych np. anodyzowane duraluminium typ 6061.
Ramiona są robione z materiałów kompozytowych, dzięki czemu są zdolne do przenoszenia dużych naprężeń. Ramiona gromadzą całą energię łuku – nie jest ona gromadzona w bloczkach i kablach. Siła naciągu może wynosić od 30 do 100 funtów (13,5-45 kG), co przekłada się na prędkość strzały od 46-113 m/s.
W najczęściej spotykanych konfiguracjach, na końcu każdego ramienia umieszczony jest mimośród oraz kółko. Kształt mimośrodu może się różnić w zależności od konstrukcji. Istnieje kilka różnych pomysłów i sposobów wykorzystania mimośrodów w celu magazynowania energii ramion. Najczęściej spotykane to pojedynczy mimośród (ang. single cam), hybrydowy (ang. hybrid cam), podwójny (ang. dual cam) oraz dwuczłonowy (ang. binary cam). Istnieją także rzadziej spotykane rozwiązania jak czworokątny mimośród (ang. quad cam) oraz zawiasowy (ang. hinged).
Cięciwa oraz kable najczęściej są zrobione z włókien polietylenowych i charakteryzują się dużą siłą naciągu oraz małą rozciągliwością, w celu jak najefektywniejszego przekazania energii łuku do strzały. We wcześniejszych modelach łuków bloczkowych kable były zrobione najczęściej ze stalowego drutu w otulinie z tworzywa sztucznego.

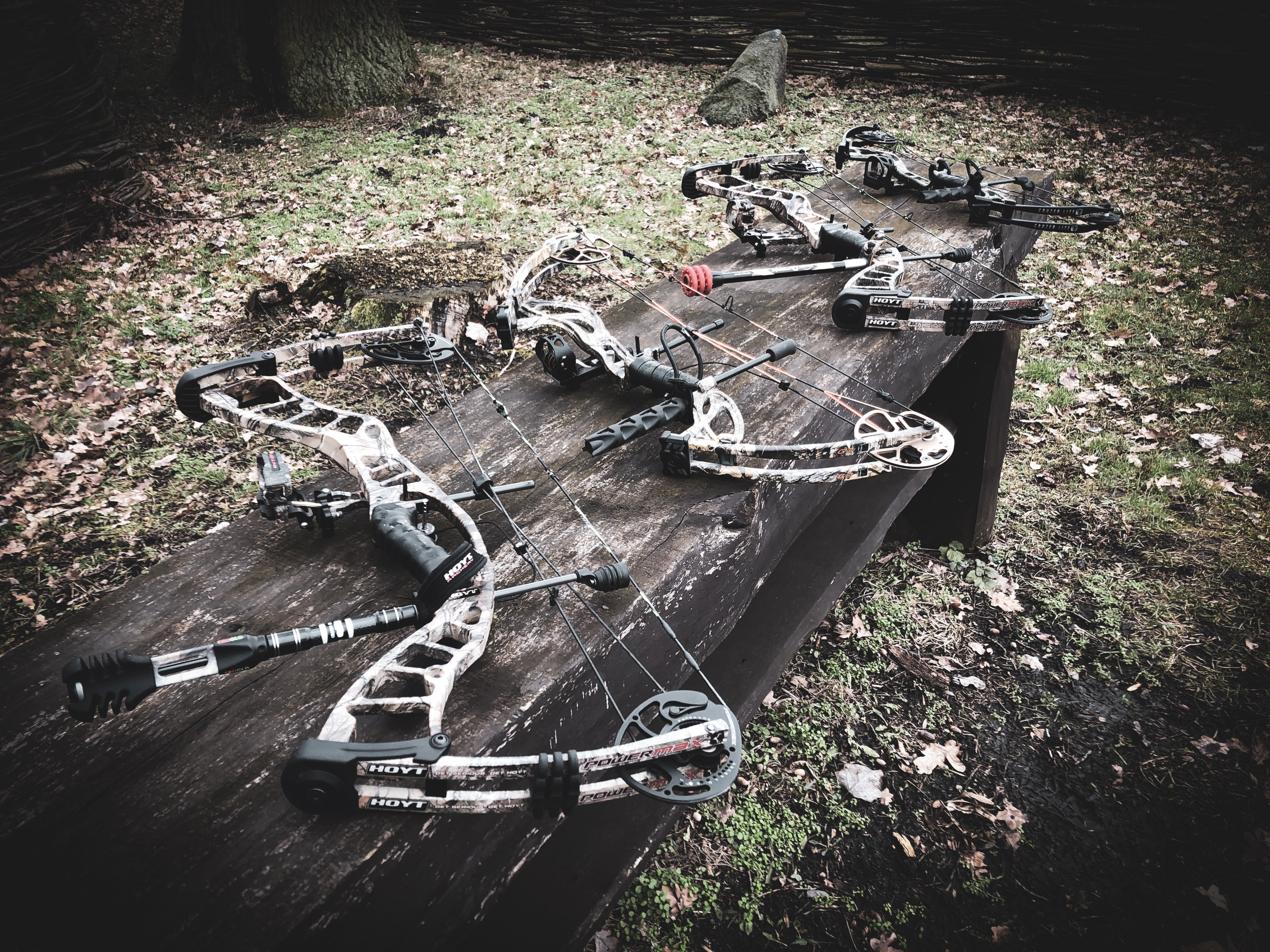
Nowoczesne łuki bloczkowe

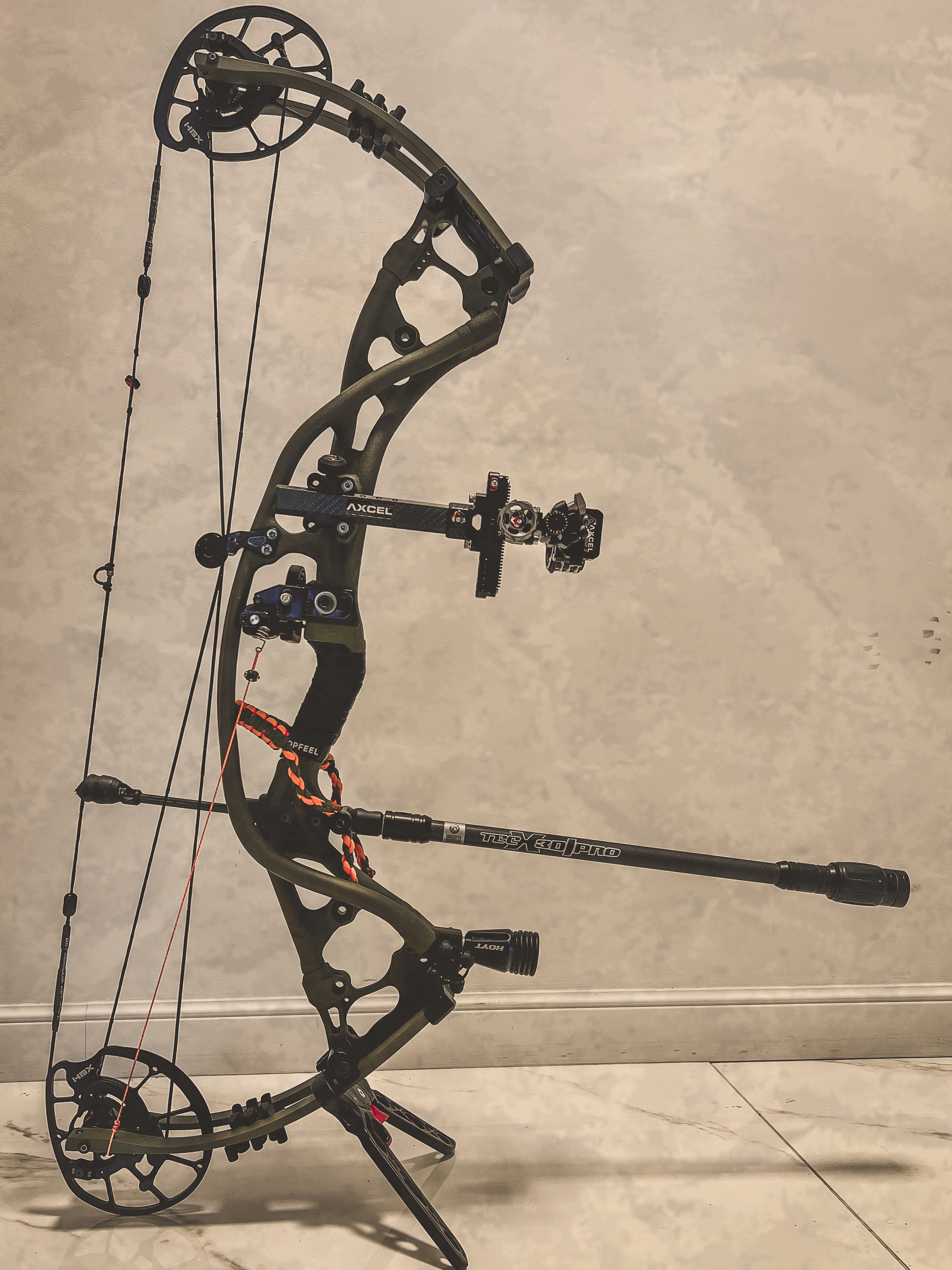
Współczesny łuk bloczkowy

## Przewaga nad łukami tradycyjnymi

### Przewaga techniczna

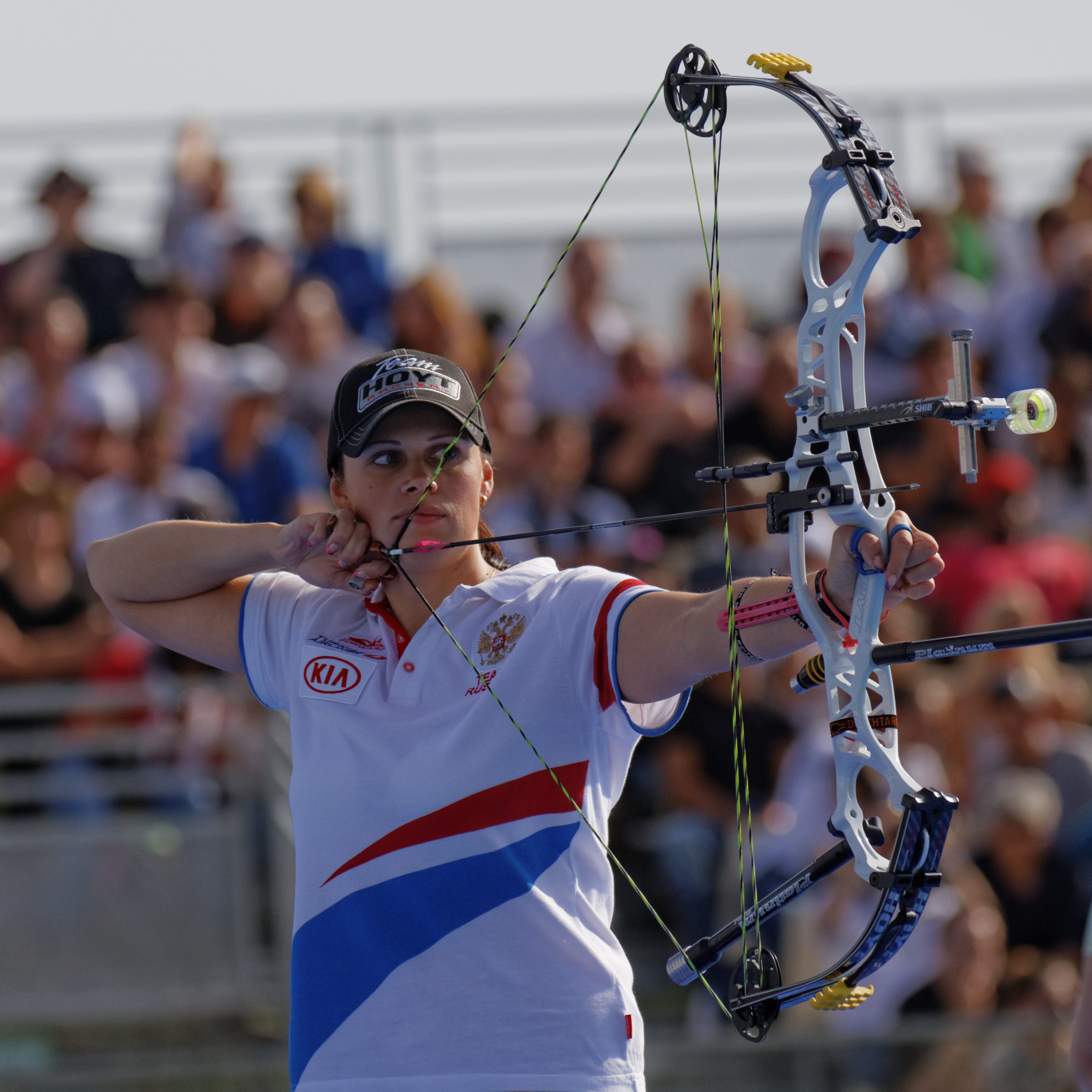

- Po naciągnięciu łuku siła konieczna do naciągnięcia rośnie do wartości maksymalnej, a następnie maleje (efekt „odpuszczenia”). Siła „odpuszczenia” wynosi zazwyczaj pomiędzy 35% a 20% wartości szczytowej, zaś jeden z producentów (Concept Archery) produkuje łuki bloczkowe charakteryzujące się wartością 1% maksymalnej siły naciągu. „Odpuszczenie” (ang. let-off) jest terminem, który opisuje, co się dzieje, gdy mimośród obróci się wokół własnej osi. Z zasady działania bloczka siła konieczna do utrzymania strzały przez łucznika jest wówczas najmniejsza, co pozwala na dłuższe celowanie oraz dokładniejsze strzelanie.

- Gdy naciągany jest łuk bloczkowy, ramiona są przyciągane do siebie, w przeciwieństwie do łuku tradycyjnego lub refleksyjnego, gdzie ramiona odginają się w kierunku cięciwy łuku. Ta różnica umożliwia tworzenie konstrukcji pionowych łuków bloczkowych zamiast zagiętych. Konfiguracja pionowa minimalizuje wielkość wibracji odczuwanych przez łucznika po zwolnieniu strzały.
- Łuk jest odporny na zmiany temperatury i wilgotności dając zwiększoną dokładność strzału, powtarzalność oraz zasięg w porównaniu do łuków zbudowanych z materiałów naturalnych.
- System bloczków zazwyczaj zawiera krążki pokryte gumą, pracujące jako ograniczniki naciągu. Mogą być one regulowane, dając łucznikowi możliwość optymalnego dobrania długości naciągu. Dzięki temu każdy strzał ma powtarzalną siłę i długość naciągu, co wpływa na powtarzalność oraz precyzję.
- Konstrukcja bloczków (mimośrodów) bezpośrednio wpływa na przyspieszenie strzały. „Miękki mimośród” przyspiesza strzałę mniej gwałtownie niż „twardszy”. Początkujący łucznicy zazwyczaj wybierają łuki z miękkim mimośrodem, podczas gdy bardziej zaawansowani wybiorą twardszy z uwagi na większą prędkość strzały.
- Niektóre z systemów bloczkowych używają pojedynczego mimośrodu w dolnej części łuku i ruchomego krążka na górze zamiast dwóch identycznych mimośrodów. Ta konstrukcja eliminuje potrzebę posiadania systemu kabli, a zamiast tego daje możliwość użycia pojedynczej cięciwy rozpoczynającej się na dole łuku, nawiniętej na krążek u góry, z powrotem na dół oraz kończąc się na górnej części ramienia.

## Używane strzały
Strzały używane w łukach bloczkowych tylko nieznacznie się różnią od strzał używanych do innych łuków. Promień strzały zazwyczaj jest zbudowany ze stopu aluminium lub włókna węglowego. Możliwe są także kombinacje tych materiałów. Z uwagi na większe siły używane w łukach bloczkowych strzały drewniane mogą ulec uszkodzeniu podczas strzału powodując skaleczenie ręki łucznika lub też połamać się podczas wystrzału. Producenci sprzedają rodzaje strzał charakteryzujące się różną sztywnością i posiadające różną długość dla danego modelu strzały. Sztywność strzały to ważny parametr przy szukaniu pocisku strzelającego dokładnie z konkretnego łuku (zobacz Paradoks łucznika).